# La terra del desiderio
La terra del desiderio (Skepp till India land) è un film di origine teatrale del 1947 diretto dal regista svedese Ingmar Bergman, presentato in concorso al 2º Festival di Cannes.

## Trama
Johannes è un marinaio che ritorna in patria dopo sette anni di viaggio e ritrova Sally, la ragazza che un tempo aveva amato e riaffiorano in lui tanti ricordi. Accortosi di amarla ancora glielo dichiara ma Sally lo respinge. Johannes cammina vagando sulla spiaggia e ripensa al passato, a qualcosa avvenuto sette anni prima durante un recupero marino. Essendo assente il capitano Blom, suo padre, egli, per tenere sotto controllo i marinai, assume il comando dell'operazione. Blom intanto se la passa tra un'osteria e l'altra e in una di questa fa scoppiare una rissa e, dopo aver corteggiato una sciantosa di nome Sally, la porta via con sé. Nel frattempo viene diagnosticata a Blom una grave malattia agli occhi che lo porterà alla cecità.
Sally va ad abitare nella barca della famiglia Blom, ma tra il padre violento e Johannes si scatenano furiose liti. A poco a poco tra Johannes e Sally nasce l'amore e questo fa sì che la rabbia del padre diventi ancora più forte. Mentre la moglie di Blom cerca di convincere il marito a ritornare da lei, i due giovani fanno l'amore in un vecchio mulino e in seguito Sally confesserà al capitano il suo amore per Johannes. Segue una animata discussione in cui Sally dice al capitano: "Non sei altro che un fallito".
Durante la ripresa dell'operazione di recupero, dove Johannes lavora sotto la chiglia come palombaro mentre il padre è addetto alla pompa, quest'ultimo cerca di ucciderlo interrompendo il flusso d'aria che va allo scafandro. Johannes viene salvato ma il capitano, preso da un raptus di follia, fa inabissare in mare il relitto recuperato danneggiando tutto. Tornato a riva, raggiunge la garçonnière e la distrugge, ma quando arriva la polizia per arrestarlo si lancia dalla finestra.
Dopo questo sconvolgente episodio, Johannes si imbarca come marinaio e parte per l'India, mentre Sally ritorna a cantare e a ballare nello squallido locale dove lavorava prima.

## Curiosità
Cameo del regista Ingmar Bergman: è l'uomo col berretto al luna park.